# Samsung China Headquarters
Le Samsung China Headquarters est un gratte-ciel en construction à Pékin en Chine. Il s'élèvera à 260 mètres. Il est construit par Samsung C&T et sera le siège du Groupe Samsung en Chine,. 